# Lasaeola pinna
Espèce
Lasaeola pinna est une espèce d'araignées aranéomorphes de la famille des Theridiidae.

## Distribution
Cette espèce est endémique de Chine. Elle se rencontre au Hubei et au Hunan.

## Description
Le mâle holotype mesure 2,01 mm et la femelle paratype 1,74 mm.

## Systématique et taxinomie
Cette espèce a été décrite par Tang, Liu, Liu, Yang et Peng en 2024.

## Publication originale
- (en) Tang, Liu, Yang et Peng, « Two new species of the comb-footed spider genus Lasaeola Simon, 1881 (Araneae: Theridiidae) from China », Zootaxa, no 5453 (3),‎ 2024, p. 379-386